# Вице-президент Ботсваны
Ви́це-президе́нт Ботсва́ны (англ. Vice President of Botswana, тсвана Mothusa Tautona wa Botswana) — второе по значимости должностное лицо в исполнительной власти Ботсваны. Вице-президент замещает президента в случае невозможности исполнения последним своих обязанностей, и занимает его пост, пока он вакантен.
Вице-президент назначается президентом по своему усмотрению из числа депутатов Национальной ассамблеи.

## Список вице-президентов Ботсваны
|    | Портрет | Имя | Начало полномочий | Окончание полномочий | Партия                                      | Президент                       |
| -- | ------- | --- | ----------------- | -------------------- | ------------------------------------------- | ------------------------------- |
| 1  |         | Кветт Кетумиле Джони Масире (1925—2017) англ. Quett Ketumile Joni Masire                                   | 30 сентября 1966  | 13 июля 1980         | Демократическая партия Ботсваны             | Серетсе Гойтсебенг Мафири Кхама |
| 2  |         | Леньелетсе Серетсе (1920—1983) англ. Lenyeletse Seretse                                                    | 18 июля 1980      | 3 января 1983        | Демократическая партия Ботсваны             | Кветт Кетумиле Джони Масире     |
| 3  |         | Питер Симако Отлаадисанг Ммуси (1929—1994) англ. Peter Simako Otlaadisang Mmusi                            | 3 января 1983     | 8 марта 1992         | Демократическая партия Ботсваны             | Кветт Кетумиле Джони Масире     |
| 4  |         | Фестус Гонтебанье Могае (1939—) англ. Festus Gontebanye Mogae                                              | 9 марта 1992      | 1 апреля 1998        | Демократическая партия Ботсваны             | Кветт Кетумиле Джони Масире     |
| 5  |         | Серетсе Кхама Ян Кхама (1953—) англ. Seretse Khama Ian Khama тронное имя Ян а Серетсе тсвана Ian a Sêrêtsê | 13 июля 1998      | 1 апреля 2008        | Демократическая партия Ботсваны             | Фестус Гонтебанье Могае         |
| 6  |         | Момпати Себогоди Мерафе (1936—2015) англ. Mompati Sebogodi Merafhe                                         | 1 апреля 2008     | 31 июля 2012         | Демократическая партия Ботсваны             | Серетсе Кхама Ян Кхама          |
| 7  |         | Понатшего Хонориус Кефаенг Кедикилве (1938—) англ. Ponatshego Honorius Kefaeng Kedikilwe                   | 1 августа 2012    | 12 ноября 2014       | Демократическая партия Ботсваны             | Серетсе Кхама Ян Кхама          |
| 8  |         | Мокветсе Эрик Кибетсве Масиси (1962—) англ. Mokgweetsi Eric Keabetswe Masisi                               | 12 ноября 2014    | 1 апреля 2018        | Демократическая партия Ботсваны             | Серетсе Кхама Ян Кхама          |
| 9  |         | Сламбер Тсогване (1960—) англ. Slumber Tsogwane                                                            | 4 апреля 2018     | 1 ноября 2024        | Демократическая партия Ботсваны             | Мокветсе Эрик Кибетсве Масиси   |
| 10 |         | Ндаба Нкосинати Гаолате (1971—) англ. Ndaba Nkosinathi Gaolathe                                            | 7 ноября 2024     | действующий          | Коалиция «В защиту демократических перемен» | Дума Гидеон Боко                |